# Plamenci
Plaménci (znanstveno ime Phoenicopteriformes) so red ptic, v katerega običajno uvrščamo edino družino Phoenicopteridae. Družina plamencev vsebuje šest vrst v edinem rodu Phoenicopterus. 
Prepoznavni so po dolgem vratu in dolgih nogah s štirimi prsti, od katerih je zadnji zakrnel, prednji trije pa povezani s kožico. Hranijo se z algami in vodnimi nevretenčarji, ki živijo v rečnih deltah ali ob obalah vodnih teles. Razširjeni so v Južni in Srednji Ameriki, jugozahodni Aziji, južni Evropi in v Afriki. 